# Cauto Embarcadero
Cauto Embarcadero es una localidad cubana del municipio de Río Cauto, en la provincia de Granma.

## Toponimia
El lugar puede aparecer referido como «Cauto Embarcadero» y «Cauto-el-Embarcadero».

## Historia
La localidad, que se encuentra a orillas del río Cauto, se habría fundado a finales del siglo XVI. Hacia mediados del XIX, tenía contabilizada una población de 375 habitantes, de los que dieciséis eran esclavos. Aparece descrita en el primer tomo del Diccionario geográfico, estadístico, histórico, de la isla de Cuba de Jacobo de la Pezuela con las siguientes palabras:

Cauto-el-Embarcadero. (pueblo de) Es cabeza del partido de su nombre y puerto interno, teniendo su asiento en la antigua hacienda de Cauto-Abajo y sobre la márgen derecha del rio Cauto, de cuya desembocadura dista unas 22 leguas. Alzase su caserío sobre terreno negro, bajo y llano, muy húmedo y anegadizo, por lo cual son de muy mal tránsito sus calles en la época de las lluvias. Las grandes avenidas con que suele derramarse el rio han hecho abandonar la poblacion á sus habitantes en varias ocasiones. Ocupa el pueblo una estension de 228 varas de longitud y 112 de anchura. Su calle principal es tortuosa porque sigue las vueltas del rio, y tiene 16 varas de ancho. No cuenta el pueblo otros establecimientos que 4 tiendas de ropa, 9 mistas y 2 panaderías. Le rodean por el N. el rio, por el O. y S. el arroyo Purgatorio, y por el E. el camino que se dirige á Bayamo. De dia es algo agradable su aspecto, pero de noche lo hace tristísimo la falta absoluta de alumbrado. Su temperamento está sujeto durante la larga estacion de las aguas á los males propios de un suelo tan húmedo. Su puerto interno está formado por el rio, que era navegable hasta 1616 por buques menores y medianos. En dicho año una gran inundacion alteró su cauce y su álveo, formando además de la ciénaga, una barra que segun la tradicion impidió la salida de mas de 30 embarcaciones que se hallaban en el rio, y arruinó su tráfico, sus siembras y las viviendas de toda la comarca. Aun se conservan por allí las ruinas de la antigua aduana, que fué una de las primeras que hubo en la isla. El río hoy es navegable durante algunas leguas por buques de vela de hasta 200 toneladas, y particularmente en pleamar. El comercio de esportacion consiste en frutas, queso, miel, cera, cueros y maderas no solo del partido, sino de las JJ. de Bayamo, las Tunas y aun Holguin que se proveen de algunos artículos en este pueblo. Empleábanse en estos últimos años en este comercio 12 goletas, 9 pailebots y 2 lanchones, todos de vecinos del pueblo, y otros barcos de los demás partidos limítrofes. El puerto carece de muelles, haciéndose el embarque y desembarque por medio de barquichuelos y balsas. No queda ninguna noticia de la época de la fundacion de Canto-el-Embarcadero, que creemos tendria lugar á fines del siglo XVI en la época de la antigua prosperidad de Bayamo, al cual sirvió para sus transacciones marítimas. Tampoco se sabe la fecha en que se creó la capitanía. El pedáneo mas antiguo, alcalde de mar y receptor de rentas reales de que se tiene noticia fué don Francisco Viamonte, que reunió todos esos cargos hácia 1818. Una subdelegación de marina dependiente de la comandancia de Manzanillo se estableció en este puerto á fines de 1835.=La iglesia de San Telmo que es la parroquia del pueblo y que hace muchos años se arruinó, ha recibido recientes reparaciones y hoy es parroquial de ingreso, teniendo presupuestos anualmente por la Real Hacienda para cubrir la consignacion del cura 350 ps. fs. 5 cs., otros 350 el teniente cura sacristan mayor, y 300 para su gasto de material y fábrica. El cementerio es un cuadrilongo mal cercado. Para la recaudacion de todos los derechos y rentas del partido á que sirve de cabeza este pueblo hay un colector que disfruta de una asignacion de 450 ps. fs. anuales. Tiene tambien una administracion de correos de 3.ª clase con el personal y haberes de las de su categoría. En 1827 contaba 30 casas de guauo y 6 pulperías, con una poblacion de 143 blancos, 83 libres de color y 20 esclavos. En 1846 se componia de 10 casas de madera  y 54 de guano y embarrado, con 4 tiendas mistas, una zapatería, una posada, una pulpería y 226 habitantes blancos, 129 libres de color, y 25 esclavos. En 1852, componían la poblacion 79 edificios mezquinos casi todos, con 231 habitantes blancos, 392 de color libres y 55 esclavos ó sean 678 almas de poblacion total. En el censo formado á fines de 1857 por el capitan pedáneo don Antonio Flores aparece con 81 edificios y 375 habitantes, 108 blancos varones y 114 hembras, 62 libres de color varones y 75 hembres, y 2 esclavos varones y 14 hembras. El año anterior existian en el casco de la poblacion, un quitrin, 2 carretas, 15 caballos de silla y monta, 10 de tiro y 6 yuntas de bueyes, empleadas todas estas bestias en el tráfico de la poblacion. Está á 6 leguas al N. N. O. de la cabecera jurisdiccional, á menos de 10 al S. S. E. de las Tunas, á 11 de Manzanillo, á 38 de Holguin por el camino de las Tunas, á igual distancia de Santiago de Cuba, á 40 de Puerto-Príncipe, y á 192 de la Habana. Part.º de Cauto-el-Embarcadero. J. de Bayamo.
(Pezuela, 1863, p. 372)

En el año 2002, según el Censo de Población y Viviendas, tenía 4109 habitantes.